# Morti nel 657
| Questa pagina contiene informazioni ricavate automaticamente dalle voci biografiche con l'ausilio del template Bio e di un bot. L'aggiornamento è periodico e automatico e ricostruisce completamente la pagina. Se manca una persona in questa lista, sei pregato di non aggiungerla, ma accertati piuttosto che la sua voce biografica contenga il template Bio e che i dati anagrafici siano correttamente compilati. Se il template Bio manca, inseriscilo tu stesso o, in alternativa, metti l'avviso {{tmp\|Bio}} che ne segnala la mancanza. Se i dati riportati sono sbagliati, correggi direttamente la voce biografica; le modifiche saranno visibili in questa lista entro pochi giorni. Per chiarimenti vedi il progetto biografie. La lista contiene solo le 10 persone che sono citate nell'enciclopedia e per le quali è stato implementato correttamente il template Bio. Pagina aggiornata al 10 feb 2025. |

- 8 maggio - Itta di Nivelles, badessa e santa franca (n. 592)
- 2 giugno - Papa Eugenio I, papa, vescovo e santo italiano
- Ammar ibn Yasir, arabo
- Clodoveo II, re franco
- Eugenio III di Toledo, arcivescovo spagnolo
- Fǎróng, monaco buddista cinese (n. 594)
- Muhammad ibn Ja'far, arabo
- Talorgan I dei Pitti, re
- Uways al-Qarnī, arabo (n. 594)
- Hashim ibn 'Utba, generale arabo